# Plymouth

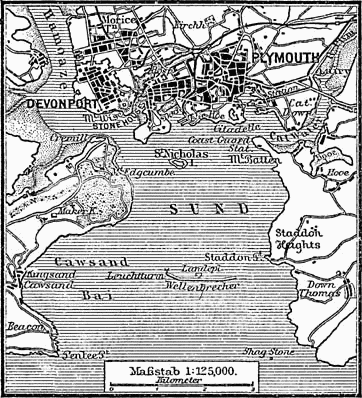
Alte Karte von Plymouth 1888

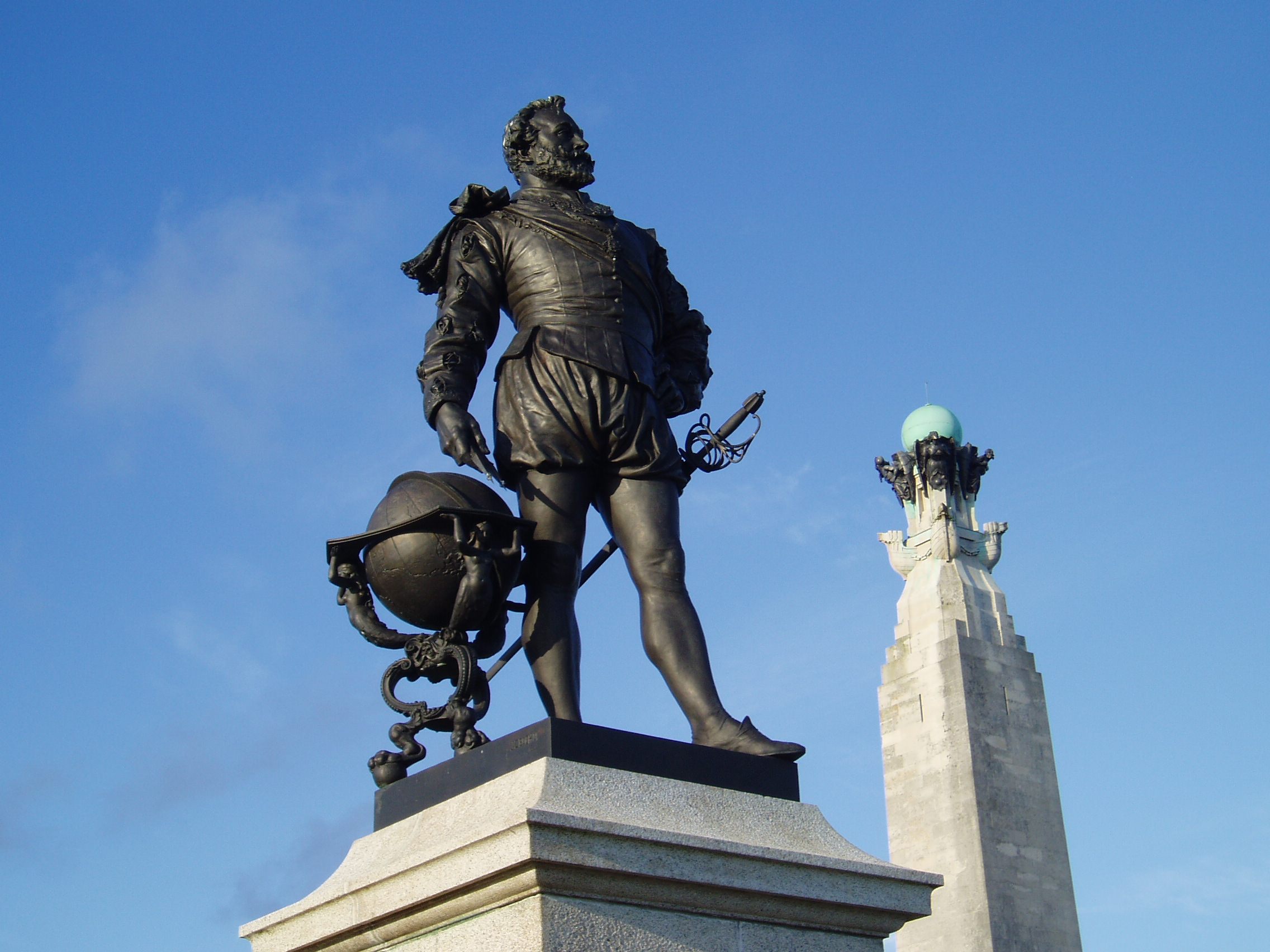
Denkmal zu Ehren von Sir Francis Drake auf The Hoe (mit einer Weltkugel als Symbol für seine Weltumseglung)

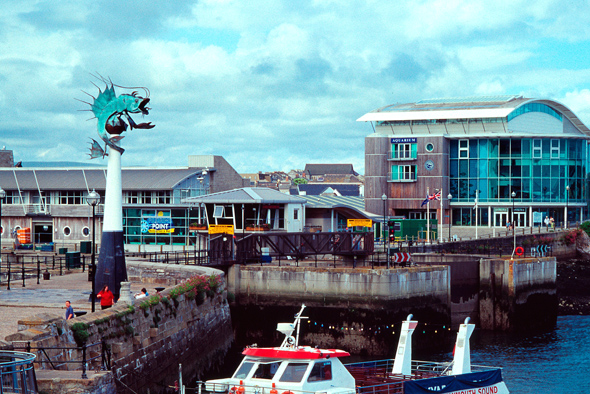
Die kleine Hafenschleuse am Barbican, direkt am Sea Aquarium

Plymouth ([ˈplɪməθ] , kornisch Aberplymm) ist eine Großstadt mit etwa 260.000 Einwohnern in der Grafschaft Devon im Südwesten Englands.
Plymouth ist heute Standort der königlich-britischen Marinewerft. Der Marinestützpunkt Devonport im Westen der Stadt ist der größte Marinehafen Westeuropas und wichtigster Arbeitgeber in Plymouth.
Die Stadt ist Sitz des römisch-katholischen Bistums Plymouth.

## Lage und Klima

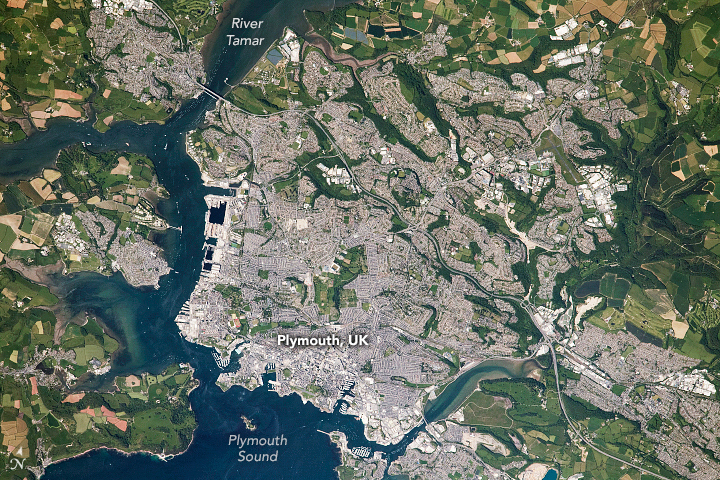
Foto von der ISS vom 8. Juni 2021

Die Stadt liegt am nördlichen Ende einer etwa 5 km langen Meeresbucht (Plymouth Sound). Die westliche Stadtgrenze bilden der Hamoaze und der Tamar, die auch die Grenze zu Cornwall bilden. Nach Osten bildete der River Plym die Stadtgrenze, durch Eingemeindungen erstreckt sich heute jedoch das Stadtgebiet auch östlich des Flusses. Etwa einen km südwestlich der Stadt liegt die zu Plymouth gehörige Insel Drake’s Island im Plymouth Sound. Das Klima wird vom Golfstrom beeinflusst und ist deshalb gemäßigt; Regen (ca. 800 mm/Jahr) fällt übers Jahr verteilt.

## Bevölkerung
Zu Beginn des 19. Jahrhunderts hatte die Stadt nur etwa 20.000 Einwohner; um das Jahr 1900 waren es bereits über 100.000 und im Jahr 2000 waren es ca. 220.000.

## Stadtgliederung
Plymouth gliedert sich einschließlich des Stadtzentrums (City Centre) in 54 Stadtbezirke:
- City Centre
- Barbican
- Barne Barton
- Compton
- Coxside
- Crownhill
- Derriford
- Devonport
- Efford
- Eggbuckland
- Elburton
- Ernesettle
- Estover
- Glenholt
- Greenbank
- Ham
- Hartley
- Honicknowle
- Ivybridge
- Keyham
- Kings Tamerton
- Laira
- Leigham
- Lipson
- Manadon
- Mannamead
- Milehouse
- Millbay
- Mount Gould
- Mutley
- Newton Ferrers
- North Prospect
- Pennycomequick
- Pennycross
- Peverell
- Plympton
- Plymstock
- Prince Rock
- South East Cornwall
- Southway
- St Budeaux
- St Judes
- Stoke
- Stonehouse
- Tamerton
- Tamerton Foliot
- Tavistock
- The Hoe
- Wembury
- West Park
- Weston Mill
- Whitleigh
- Widewell
- Woolwell

## Geschichte
Auf Spuren prähistorischer Zeit weist der Steinanker von Plymouth.

### Mittelalter
Die Ursprünge der Stadt Plymouth reichen bis in die Zeit der Angelsachsen zurück. Im 9. Jahrhundert wird eine sächsische Siedlung namens Tamarworth erwähnt. Im Domesday Book von 1086 wird ein Fischerdorf namens Sudtone an der Mündung des River Plym erwähnt. Der Name des alten Hafens, Sutton Pool, erinnert an diese Siedlung. In den Pipe Rolls von 1211 wird der Ort als Handelsplatz Plym Mouth (dt. Plym-Mündung) genannt. Plymouth profitierte von der Verschlammung des River Plym, wodurch das östlich gelegene Plympton nicht mehr von Schiffen erreicht werden konnte und deshalb an Bedeutung verlor. Der Handel verlagerte sich nach Plymouth an der Mündung des Flusses, weshalb der Ort in den nächsten zwei Jahrhunderten zu einer Handelsstadt heranwuchs, die im Jahr 1254 zur Marktstadt erhoben wurde und 1439 als erste Stadt Englands eine Royal Charter erhielt, die vom Parlament bestätigt wurde. Während des Hundertjährigen Krieges brach Edward of Woodstock, der „Schwarze Prinz“ im Jahr 1355 von Plymouth aus zu seinem Feldzug nach Frankreich auf. Während des Krieges wurde die Stadt in den Jahren 1339, 1377, 1400 und 1403 von Franzosen überfallen und geplündert.

### Neuzeit
Von Plymouth aus startete die englische Flotte im Jahr 1588 zum Kampf gegen die spanische Armada. Davor und danach war der Hafen Ausgangspunkt zahlreicher Kaperfahrer und Entdecker, von denen einer – William Parker – nach seiner erfolgreichen Rückkehr aus der Karibik im Jahr 1601 sogar kurzzeitig zum Bürgermeister (mayor) der Stadt gewählt wurde.
Aufgrund seiner Lage und wegen der im Jahr 1691 gegründeten Marinebasis war Plymouth Startort zahlreicher Forschungs- und Entdeckungsreisen, darunter
- 1577 der Weltumseglung von Francis Drake,
- 1585 zur Koloniegründung nach Roanoke unter Richard Grenville,
- 1620 war Plymouth der letzte englische Hafen, den die Mayflower auf ihrer Fahrt nach Nordamerika anlief,
- 1768, 1772 und 1776 der Fahrten von James Cook,
- 1831 der Weltumseglung der Beagle mit Charles Darwin an Bord,
- 1914 der Endurance-Expedition von Ernest Shackleton,
- 1966 der Weltumseglung von Francis Chichester.

Während des Englischen Bürgerkriegs stand die Stadt auf Seiten des Parlaments, weswegen sie von 1643 bis 1646 von königlichen Truppen erfolglos belagert wurde. Zum Schutz des Hafens, aber auch zur Sicherung seiner Herrschaft ließ Karl II. nach der Restauration der Monarchie von 1665 bis 1675 die Zitadelle errichten. Im Jahr 1691 wurde Plymouth Dock als Marinestützpunkt westlich der Stadt am Tamar eröffnet. Die Marinebasis wurde wiederholt durch weitere Docks erweitert. Plymouth Dock wurde zu einem der wichtigsten Stützpunkte der Royal Navy und wuchs zu einer eigenen Stadt heran, die 1824 als Devonport selbständig wurde.
Im 19. Jahrhundert wuchsen durch Eingemeindungen und Zuwanderung die Größe und die Einwohnerzahl von Plymouth stark an. In den Jahren zwischen 1812 und 1844 wurde nach Plänen von John Rennie der Wellenbrecher im Plymouth Sound zum Schutz des Hafens aufgeschüttet. Zur Abwehr befürchteter französischer Angriffe wurden ab dem Jahr 1845 Fort Picklecombe und Fort Bovisand als Küstenbefestigungen am Plymouth Sound errichtet. Ab 1860 wurde ein weitläufiger Fortgürtel um Plymouth errichtet, der jedoch trotz Erweiterungen und Modernisierungen bereits zu Beginn des Ersten Weltkriegs wieder veraltet war. Im Jahr 1914 wurden die drei Städte Devonport, Stonehouse und Plymouth zum County Borough von Plymouth zusammengeschlossen. 1928 wurde Plymouth der Status einer City verliehen und 1935 wurde der erste Lord Mayor ernannt.
Während des Zweiten Weltkriegs war Plymouth vor allem im März und April 1941 das Ziel von 59 als The Plymouth Blitz bezeichneten Angriffen durch die Luftwaffe, bei denen die Stadtzentren von Plymouth und Devonport zerbombt wurden. Allein in Plymouth kamen 900 Menschen ums Leben, und rund 40 000 Einwohner wurden obdachlos. Die Innenstädte wurden in den 1950er Jahren wiederaufgebaut, in Plymouth wurde die erste Fußgängerzone Englands eingerichtet. 1967 wurden Plympton und Plymstock eingemeindet. Nachdem das County Borough 1974 aufgelöst worden war, wurde Plymouth am 1. April 1998 zur Unitary Authority erhoben.

### 20. Jahrhundert

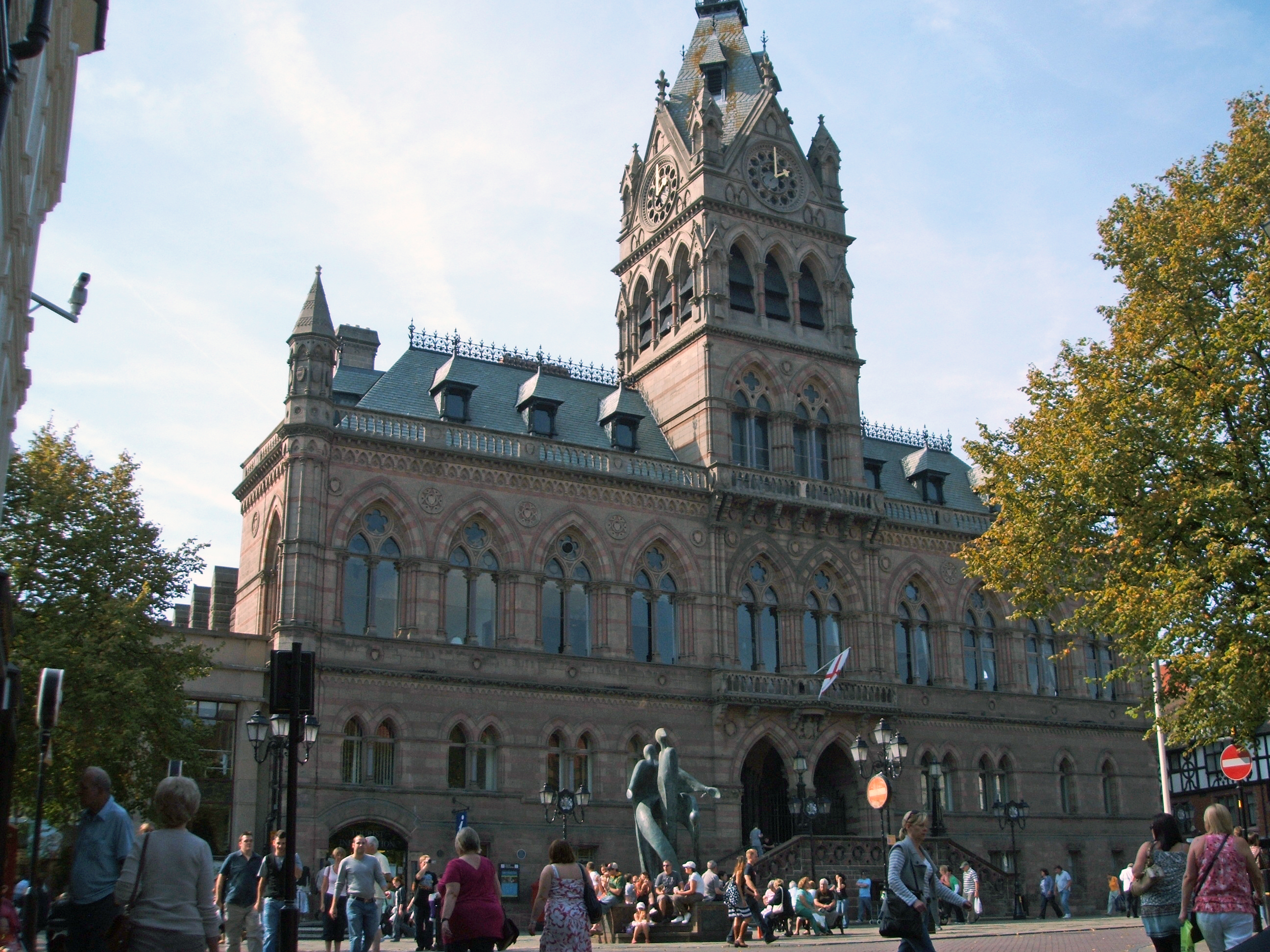
Town Hall Chester

Noch 1938 errichtete man aus Verkehrsgründen ein neues Stadttor, das Newgate. Gegen Ende des Zweiten Weltkriegs machte sich ein großer Mangel an erschwinglichen Wohnungen in Chester bemerkbar. Es wurden deshalb moderne Vorstädte gebaut, die die Stadt und das zum University College Chester gehörende Studentenviertel fast völlig umgeben. In den 1960er Jahren ersetzte man die Slums und eine Anzahl von Beton- und Stahlbauten durch vier große Wohntürme, die in einem gewissen Widerspruch zum zuvor dominierenden pittoresken Ortsbild stehen.
Derzeit steht wieder die Pflege des touristischen Images der Stadt im Vordergrund, eine „Renaissance“ Chesters wird anvisiert.

### 21. Jahrhundert
Von Juni 2015 bis Juni 2016 wurden auf der Neugeborenenstation im Krankenhaus von Chester sieben Säuglinge (fünf Jungen und zwei Mädchen) von der Säuglingsschwester Lucy Letby getötet. Sie wurde wegen 7-fachen Mordes am 21. August 2023 zu lebenslanger Haft verurteilt.

## Politik

### Stadtrat
- Greens: 2
- Labour: 42
- Cons.: 7
- Unabh.: 6

## Sehenswürdigkeiten
Nach den Zerstörungen im Zweiten Weltkrieg wurde das Stadtzentrum um den Armada Way großteils im modernen Stil wiederaufgebaut. Seitdem die Marinebasis an Bedeutung verloren hat, versucht die Stadt seit den 1990er Jahren für Touristen attraktiver zu werden.
Zu den wichtigsten Sehenswürdigkeiten gehören:
- The Hoe, ein hochgelegenes Kalksteinplateau am nördlichen Ende des Plymouth Sound, ist seit 1817 ein öffentlicher Park, von dem sich ein weiter Ausblick über den Plymouth Sound bietet. Angeblich hat hier Francis Drake zusammen mit Admiral Howard und den Kapitänen Frobisher und Hawkins auf dem Rasen noch sein Bowlsspiel beendet, bevor er zum Kampf gegen die in Sicht befindliche spanische Armada aufbrach. An Drake erinnert eine über drei Meter hohe Bronzestatue, die 1884 aufgestellt wurde und eine Kopie der von Joseph Boehm geschaffenen Statue in Drakes Geburtsstadt Tavistock ist. Außerdem befinden sich hier das „Ehrenmal der Marine“ und andere Kriegerdenkmäler.

Der Smeaton’s Tower wurde 1759 als Leuchtturm auf dem Eddystone Reef erbaut. Zu Beginn der 1880er Jahre wurde der Turm durch einen Neubau ersetzt. Der alte Turm wurde abgetragen und etwa zwei Drittel des Turms wurden auf The Hoe wiederaufgebaut. Der noch 22 m hohe Turm dient heute als Aussichtsturm.
Der Plymouth Dome auf The Hoe wurde 1989 von Elisabeth II. eröffnet und zeigte eine Multimediashow zur englischen Seefahrergeschichte. 2006 musste das Haus jedoch schließen, es wird jetzt als Restaurant genutzt. Am Ufer unterhalb von The Hoe liegt der halbrunde Tinside Pool, ein 1935 im Art-déco-Stil erbautes Meerwasserschwimmbad.
Am östlichen Ende des Hoe liegt die im 17. Jahrhundert erbaute, noch heute militärisch genutzte Zitadelle von Plymouth.
- Nördlich der Zitadelle liegt am Sutton Pool, dem alten Hafen, die Barbican genannte Altstadt.

Das Elizabethan House, ein im 17. Jahrhundert als Wohnhaus eines Kapitäns bzw. Kaufmanns erbautes Gebäude im elisabethanischen Stil, dient als Museum, ebenso das Merchant’s House, ein Fachwerkbau aus der elisabethanischen Zeit, der Ausstellungen zur Stadtgeschichte zeigt.
Die in einem ehemaligen Dominikanerkloster gelegene Black Friars Distillery wurde 1793 gegründet und ist die älteste noch bestehende Ginbrennerei in England.
Die älteste Kirche der Stadt ist die St Andrew Church. Die Kirche wurde vermutlich um 1100 gegründet. Der jetzige Bau im Perpendicular Style wurde im 15. Jahrhundert errichtet und gilt mit 56 m Länge und bis zu 29 m Breite als größte Pfarrkirche Devons. Der Turm ist 41 m hoch. Im März 1941 wurde die Kirche durch Luftangriffe schwer beschädigt, der Wiederaufbau erfolgte bis 1957. Beim Wiederaufbau erhielt sie farbenprächtige moderne Glasfenster von John Piper. Seit 2009 ist die Kirche eine Minster Church.
Die 1641 bis 1658 erbaute Charles Church ist seit den Luftangriffen in der Nacht vom 21. auf den 22. März 1941 eine Ruine. Seit 1958 ist die ehemalige Kirche ein Denkmal für die Opfer der Luftangriffe auf Plymouth.
Die römisch-katholische Kathedrale St. Maria und St. Bonifatius entstand in den 1850er Jahren im neugotischen Stil.
Ein 1934 erbauter freistehender Portikus am alten Hafen markiert die Mayflower Steps, angeblich die Stelle, von der 1620 die Mayflower Richtung Amerika segelte. Heute legen hier Ausflugsboote nach Drakes Island und zur Halbinsel Rame sowie Hafenrundfahrten ab.
Am Ostufer des alten Hafens liegt das National Marine Aquarium, das größte Aquarium Großbritanniens.
Bereits im Stadtteil Stonehouse, etwa ein Kilometer außerhalb des Stadtzentrums liegt der Royal William Victualling Yard, ein zwischen 1825 und 1831 von John Rennie erbautes Marinearsenal. Auf dem 6,5 ha großen Gelände war das Proviantmagazin für die Royal Navy untergebracht. Nach der Schließung 1992 wurde es in ein modernes Geschäfts- und Freizeitzentrum umgebaut.
Das sechs Kilometer nördlich von Plymouth gelegene Crownhill Fort wurde als Teil des Fortgürtels um Plymouth ab 1863 errichtet. Bis 1986 wurde es militärisch genutzt und kann heute besichtigt werden.
- Südöstlich des Hafens liegt der ehemaligen Stützpunkt RAF Mount Batten, dort landete am 31. Mai 1919 die NC-4, das erste Wasserflugzeug, das den Atlantik überquert hatte.
- In der Umgebung von Plymouth liegen mehrere Herrenhäuser mit teils umfangreichen Parkanlagen. Das auf der Halbinsel Rame westlich des Plymouth Sound gelegene Mount Edgcumbe House wurde 1971 gemeinsam mit dem Cornwall Council erworben, der Landschaftspark des Herrenhauses wird seitdem als Country Park genutzt. Weitere Herrensitze sind das ebenfalls auf der Halbinsel Rame nordöstlich des Dorfes Antony gelegene Antony House, das östlich der Stadt bei Plympton gelegene Saltram House sowie der am Tamar nördlich von Plymouth gelegene mittelalterliche Landsitz Cotehele House.

## Verkehr
Plymouth ist zu Fuß, per Fahrrad, mit der Eisenbahn und dem Auto, sowie per Fähre erreichbar. Bis 2011 betrieb die Stadt den Flughafen Plymouth City Airport. Internationale Fährlinien der Brittany Ferries führen nach Frankreich und Spanien. Verschiedene Eisenbahnlinien verbinden seit dem 19. Jahrhundert die Stadt mit dem Londoner Bahnhof Paddington und weiteren Teilen Großbritanniens. Der Ausbau der Straßenverbindungen erfolgte vor allem im 20. Jahrhundert. Die wichtigste Verbindung ist die A38 road, über die ca. 65 km östlich die Autobahn M5 erreicht wird. Das 21. Jahrhundert brachte Plymouth den Anschluss an das landesweite National Cycle Network von Fahrradstrecken.

## Sport
In den Plymouth Pavilions wurden als wichtige Ranglistenturniere im Snooker in 1993 die International Open und von 1994 bis 2000 die Britisch Open ausgetragen.

## Städtepartnerschaften
Plymouth unterhält Städtepartnerschaften mit
- Brest in Frankreich, seit 1963
- Gdynia in Polen, seit 1976
- Noworossijsk in Russland, seit 1990
- Donostia-San Sebastián in Spanien, seit 1990
- Plymouth in den Vereinigten Staaten, seit 2001